# Szájharmonika
A szájharmonika (más néven: „herfli”, viccesebb nevén „pofagyalu”) egy levegő segítségével megszólaló aerofon hangszer. A hangszerjátékos közvetlenül szájával fújja hangszerébe a levegőt, amely rezgésbe hozza a belsejében elhelyezkedő fémlapokat. A különböző hangmagassághoz más-más méretű fémlapok tartoznak, amelyek két, egymással ellentétes irányba fektetett sorban helyezkednek el. Ennek köszönhetően mindkét irányból érkező levegő (fújt és szívott levegő) megszólaltat egy-egy hangot.
A 19. században Európában kifejlesztett szájharmonika (harp vagy harmonica) a 19. századra az Amerika közkedvelt hangszerévé vált, mely hazánkban csak kevéssel a második világháború előtt vált igazán népszerűvé. Legelőször rézfúvós zenekarok szólóhangszere, majd a country akkordozgató, később (mindmáig) a blues alapvető kelléke lett. A szájharmonikának több típusa létezik: attól függően, hogy milyen hangsor szólaltatható meg rajta beszélhetünk diatonikus vagy kromatikus szájharmonikáról.

## Diatonikus szájharmonika
A diatonikus szájharmonikát 1826-ban Joseph Richter hangszerkészítő találta fel Mundharmonika (szájharmonika) néven. Ekkortájt inkább ékszerként vagy kiegészítőként tekintettek a ma hangszerként hasznosított tárgyra. 1857-ben Matthias Hohner (1833–1902) német órásmester valódi hangszerré tökéletesítette a szájharmonikát és megalapította a Hohner hangszergyártó céget.
Lényege, hogy csak a diatonikus hangsor található rajta, vagyis az alapvető szív-fúj játékmódot alkalmazva hét különböző hang szólaltatható meg. Különböző technikai elemekkel (hajlítás, overblow-draw) a további köztes hangok is kijátszhatóak, de a megszólaló hangi minőségüket tekintve nem azonosak az alaphangokkal. A diatonikus hangsor egy adott hangnemhez tartozó törzshangokat tartalmazza, ezért ezek a hangszerek is csak adott hangnemben használhatók teljes körűen. Például ha egy dalt C-dúrban írtak, akkor C-s harmonikával lehet a legegyszerűbben eljátszani. Mivel az európai hangrendszerben egy oktáv 12 különböző hangra osztható, 12-féle hangolású harmonika létezik.
Attól függően, hogy a hangnem alaphangját (pl. C-dúrban a C hangot) hol helyezik el a hangszeren, beszélhetünk  különböző pozíciókról. Az 1-es pozícióban a hangnem alaphangja az első lyukat fújva szólal meg. A blues szájharmonikások körében a legkedveltebb a 2-es pozíció, ahol a szívott második lyuk a hangzó alaphang.

## Kromatikus szájharmonika
Nevéből sejthetően a teljes kromatikus skála (az összes létező hang; 12 félhang) megszólaltatható rajta. Bár a diatonikus harmonikán is előcsalhatóak ezeket a hangok, ez a hangszer nem igényel külön technikai megoldást ehhez. A hangszer végén található váltó segítségével, ami egyfajta reteszként működik, elérhetővé válik a kromatikus skála. 
Általában jazz és klasszikus darabokban találkozhatunk jellegzetes hangjával, de a pop szakágban is akad ismert képviselője.

## Részei
Két rézfésű egy fából, műanyagból vagy fémből készült ugyancsak fésűnek nevezett „testet” fog közre. Ezekre a rézfésűkre rögzítik a lamellákat, a kis réz lapokat, amelyek rezgése szabja meg a hang magasságát.  A harmonika öltözéke a külső burkolat, mely általában faragott hangolásjelzéssel ellátott fém.
|  |  |  |

## Története

### A magyarországi szájharmonikázás története
A szájharmonikázás Magyarországon a második világháború előtt vált különösen népszerűvé. Elsősorban a cserkészmozgalmon belül működtek szervezett keretek között amatőr csoportok.
Madaras Árpád zenetanár Szájharmonika-iskola és album címmel közismert népdalokkal és cserkészindulókkal jelentetett meg tankönyvet, 1941-ben. Abban az évben jelent meg lemezen Pősz József Szláv Rapszódia című két szájharmonikára írott szerzeménye is, amelyet feleségével (Bakai Klára) adtak elő.
A világháborút követő időszakban a szájharmonika-zenekarok élték fénykorukat: a Barabás trió, Budapest szájharmonika trió, Szoboszlay szájharmonika kvintett, Hobby kvartett, Szivárvány szájharmonika trió, ABC szájharmonika trió, Dominó a kor népszerű könnyű- és komolyzenei darabjait hangszerelték át szájharmonikákra. Az ABC szájharmonika-trió benevezett az ún. „magnószalagos" harmonika világbajnokságra (III. Internationalen Mundharmonika Wettbeverb auf Tonband 66/67), ahol 29 ország kétszáz hangfelvételes produkciója közül a kilencedik helyre rangsorolták őket. Az eredménynek köszönhetően a triót meghívták a '68-as karlsruhei (NSZK) világbajnokságra, ahová nem utazhattak el. 1969-ben viszont ott voltak a svájci Wintherthurban rendezett hasonló versenyen élőben, és 4-5. helyezést értek el Hacsaturján Kardtáncának és Dinicu Pacsirtájának bemutatásával. Ekkor egy angol forgatócsoport filmre vette játékukat, és ez a felvétel belekerült a HOHNER hangszergyár referenciafilmjébe.
Az 1970-es években a hangszer zenei alkalmazása törésszerűen háttérbe szorult, inkább csak popzenei előadók, szólisták lemezén hallható, egy-egy számban. (Koncz Zsuzsa, illetve a Fonográf lemezein Tolcsvay László, Szabó "Manó" György – Atlasz, az LGT-ben Somló Tamás és Presser Gábor.)
A szájharmonikázásnak új lendületet az 1980-as évek első felében kibontakozó „blueskocsma-mozgalom", illetve a blues műfaj magyarországi elterjedése adott. Bodonyi Attila (HBB), Bacsek István, Hagyó Béla (Palermo B.G.) számítanak a blues harmonikázás hazai úttörőinek. Az évtized közepén őket követték: Szabó Tamás és Ferenczi György, akik az 1993-as trossingeni szájharmonika-világbajnokságon kiváló minősítést (megosztott 5. helyezést) kaptak, folytatva ezzel a korábbi magyar sikereket.
Megjelent Magyarországon a professzionális jazz és komolyzenei harmonikázás is. Lázi Szabolcs a németországi trossingenben folytatott klasszikus szájharmonika-tanulmányokat Vatani Jaszuo japán mesternél, majd 1996-ban a Hohner Harmonika Euro-championship fesztivál I. díját nyerte el klasszikus, kromatikus szájharmonika kategóriában.
A kilencvenes években tomboló blues hullám megannyi szájharmonikást ösztönzött a műfaj különböző irányzataiban törekedve az eredeti, vagy éppen egyéni előadásmódra. (Sándor Béla, Oláh Andor, Flór Gábor, Pribojszki Mátyás, Besenyei Csaba). A 2000-es évek ifjú szájharmonikásainak legtöbbje már az ő nyomdokukban indult el.
A Magyar Szájharmonikás Szövetség az ország harmonikásainak hivatalos szervezete, melyet 1997-ben alapítottak.

## Gyártó/márka szerint

### Hohner
Napjaink talán legnagyobb harmonikagyártója a Hohner. A német cég gyártja a legtöbb és a legváltozatosabb harmonikákat. A Hohner harmonika igazán tradicionális hangzást produkál. Tradicionális bluest, vagy countryt játszóknak ajánlják.

### Lee Oskar
A Lee Oskar egy japán harmonika márka. Készítője maga is profi játékos, így saját tapasztalatai alapján készíthette el hangszerét. Ez vékonyabb is, könnyebb is a Hohnernél, és fésűje műanyagból készül. Magas tónusa miatt hangja előnyös a dzsesszben.

### Hering
A Hering nevezetű harmonika szülőhazája Brazília. Teste vaskosabb és nehezebb az átlagnál, így fogása kényelmes. Hangja inkább mélyebb tónusú. Hangereje messze felülmúlja az előbbi két gyártó hangszeréét.

### Seydel
A C. A. Seydel Söhne a legrégebbi harmonika-gyártó cég, 1847-ben alapították. A német gyárban készülnek hagyományos diatonikus és kromatikus hangszerek, de különleges és speciális modellek is (pl. 4 lyukú diatonikus, működő kulcstartó harmonika).